# おばけのホーリー
『おばけのホーリー』は、わたなべめぐみによる児童書『よわむしおばけ』を原作とするテレビアニメ作品である。NHK総合テレビジョンで1991年1月28日から1992年4月3日まで毎週月曜 - 金曜 17:50 - 18:00 （日本標準時）に放送された。全200話。

## 登場人物

### 主な登場キャラクター
ホーリー・キャンディ・ピートン・トレッパーをメインとして（以下4人と称する）ストーリーが展開する。ホーリーたちやゲストのおばけの共通点としてモチーフにそった弱点を持つ・驚かす時に「バケバケバ～！」、移動する時に「うらめしゴー！」と言う。
チョコレートのおばけ ホーリー
声 - 兼子由利子、かないみか（代役）
本作の主人公。マジョリーヌが焦がしたチョコレートに魔法をかけ、捨てたものが変化して生まれたお化け。ドジでマヌケで弱虫だが、時折思わぬ活躍を見せる。性格も幼いためピートンたちとは少しズレたところも多い。基本的に子供には親切で、香織たちとも遊ぶことがあるが、人を信じすぎて逆に痛い目に遭うのがお約束になっている。「ほちょー」が口癖で、話の終わり際によく言う。
原作ではコールタールのおばけで名前も「コールタール」であったが、アニメ化にあたって変更された。
キャンディのおばけ キャンディ
声 - 小林優子
4人の紅一点。わがままな上に短気で暴力的な性格。非常にお喋りであり、また早口。修飾語をいくつも並べたてて話すのが特徴で、語尾には「○○だわサー」などをつける。喋ることができないと顔が膨らむ。
ピーマンのおばけ ピートン
声 - 滝口順平
4人の中ではボスに近い存在。自信家であり行動派。ただし、それが仇となって真っ先にやられることも多い。プライドも相当高いようで、一人称は「ピートンさま」。4人の中では一番強く、力持ち。
トイレットペーパーのおばけ トレッパー
声 - 中尾隆聖
4人の中で唯一空を飛べる。体は紙だけに軽く、水に弱い。語頭に「いやはや」、語尾に「○○であるですぞ」または「○○でありますぞ」をつけて話す。叫び方は「ありゃりゃー」。基本的に4人の中では紳士的かつ生真面目な性格をしているが、ホーリー同様マヌケで弱虫な一面もあり、時にはホーリー以上のドジっぷりを見せることもある。
マジョリーヌ
声 - 吉田理保子
4人を生み出した美人魔女。4人以外にも、多くのお化けを生み出してきた。ナルシストでおだてに弱いが、少しきつい性格。4人からは「マジョリーヌ様」と呼ばれている。幼少期には魔法の失敗が多く、大人になってからもたまに失敗することがある。うらめし山の頂上にある屋敷に住んでいるが、ピートン曰く「前に住んでいた主人が外国に引っ越したから勝手に住んでいる」とのこと。
見た目は若そうに見えるが、本当の年齢は千と27歳。
カカラス
声 - 梅津秀行
マジョリーヌの家来で言葉を話すカラス。4人には高圧的な態度を取る。
ニャンギラス
声 - 江原正士
ネコ。香織の飼い猫で4人の天敵。香織のしつけや運動のせいか身体能力が高く、ホーリーたちよりも強い。
ネコなのに言葉を話し（フランス語で挨拶する）、金魚のエサやドッグフードを食べてしまうほどの食いしん坊であり、さらに二本足行動をするなど、ネコ離れした行動を取る。
高山香織
声 - 高山みなみ
ニャンギラスの飼い主。お転婆な少女でホーリー達を捕まえておばけの動物園を作ろうと考えている。しかし、終盤で当のおばけ達に助けられ、彼等と一致団結出来た事で和解。おばけ達と仲良く遊ぼうと考えるようになった。
野村雪ノ助、野村梅ノ助
声 - 安達忍 / 関川まさみ
香織を慕い、いつも行動を共にする双子の兄弟。香織に頭が上がらない。紫色の服を着ているのが雪ノ助で、緑色の服を着ているのが梅ノ助。
おまわりさん
声 - 津久井教生
泥棒を捕まえようとするお巡りさん。名前は「まもる」。
泥棒
声 - 梅津秀行
紫色の帽子を被った小太りの泥棒。将来の夢は大富豪。
科学者（サイエンスじいさん）
声 - 上田敏也
お化けを全く信じない科学者で、ホーリーたちを「奇妙な生物」と呼んでいることが多い。野心家であり、発明や発見のたびに「ノーベル賞」を口にする。サンマ定食が好物。本名はマッド・サイエンティスト。第194話ではホーリーがおばけでないことを弟に証明するため、ホーリー達を捕まえようと考えた。
おばけ研究家
声 - 上田敏也
お化けが1000年生きるという秘密に取り付かれた研究家。発明をしては、4人を捕まえようと試してみる。科学者の弟。スイトールやカタマールなどの発明品を作った。
いつも頭にホタルブクロの様な帽子を被っている（スローリー曰く「変な帽子を被ったおじさん」）。
不動産屋
声 - 原田一夫
おばけ研究科の弟子の不動産屋。マジョリーヌが住み着いた屋敷を売り払いたいと思っており、そのためマジョリーヌや4人を追い払おうと試みている。
肥満体の大きな体、赤いコート、つぶれた山高帽、タヌキのような模様が特徴。
マジョババ
声 - 野沢雅子
マジョリーヌの母で同じく魔女。性格が悪く、実の娘からも酷い言われ様。
ロージー
声 - 伊藤美紀 → 雪絵れな
マジョリーヌの姪にあたる魔女。4人と仲が良い。お転婆で関西弁だが、マジョリーヌの前では猫を被っている。水色の髪の毛で瞳の色は赤色。
年齢は13歳。変装する時はポニーテールを伸ばし、普通の女の子の服に着替える。
ショコラじいさん
声 - 八木光生
見た目は普通の老人だが、実は彼もおばけ。ショコラハウスのオーナー。お菓子作りの腕は絶品。
ウリウリ
声 - 鈴木清信
マジョリーヌの知り合い。カバンから色々出す。

### 登場キャラクター（おばけ）
モップのおばけ モップス
声 - 川久保潔
綺麗好きなモップのお化け。ホーリー達からは「先生」と呼ばれている。
トマトのおばけ トマトマト
声 - 山田妙子
相手に名前を聞き、答えると相手を逆様にする。
やかんのおばけ ケットルン
声 - 松岡洋子
やかんのおばけで、空を飛ぶことができる。
クレヨンのおばけ カクゾー
声 - 野沢雅子
いたずら好きなおばけ。落書きが大好き。自身の体で描いたものを実体化することができる。
プチトマトのおばけ プッチー
声 - 西原久美子
ワガママなおばけでピートン達の遊び相手。赤ん坊のように泣く。
電気スタンドのおばけ ピッカリン
声 - 山口勝平
部屋を暗くしたり、明るくしたりするおばけ。
透明なおばけ ボイスン
声 - 冨永みーな
船乗りの姿をしたおばけ。船に入って来るお客に迷惑をかける。
マイクのおばけ マイクロン
声 - 丸山裕子
録音・再生が得意で、みんなに嫌がらせをする。体の中にカセットテープが内蔵されている。
毛糸のおばけ ムクムク
声 - 天野由梨
パンのおばけ パパン
声 - 伊藤美紀
パン生地のようなおばけ。泣くと顔が膨らむ。
ソフトクリームのおばけ クリーム
声 - 深雪さなえ
電子レンジのおばけ レンジマル
声 - 松岡洋子
食べ物を用いた忍術を使う。
アイスのおばけ アイスくん
声 - 松野太紀
アイスキャンデーのおばけ。なんでも凍らせる息を吹く。熱に弱い。
包帯のおばけ グルグルン
声 - 白鳥由里
怪我をした相手に包帯を巻き、怪我を治す。
トレーニングのおばけ ムキムキン
声 - 江原正士
台風のおばけ フクゾー
声 - 弘中くみ子
ゴボウのおばけ ゴボンジャ
声 - 三木眞一郎
顔から相手を不快にさせるネクラオーラを放つが、ホーリーのみオーラが効かない。噴水に落ちた影響で全身の色が白くなると同時に性格も明るくなった。
電話のおばけ ベルベル
声 - 平松晶子
電話にでた相手の声真似が得意。
マットのおばけ マットン
声 - 玄田哲章
ウォークマンのおばけ ステレオン
声 - 鈴木明子
アイロンのおばけ ペッタロン
声 - 白石文子
体を相手に押し付け、平べったくすることができる。
ジャンケンのおばけ グーキー
声 - 中村大樹
ジャンケンのおばけ チョキー
声 - 波岡晶子
ジャンケンのおばけ パーキー
声 - 森川智之
石けんのおばけ バブルン
声 - 菅谷政子
召使いのおばけ ブロックン
声 - 木藤聡子
時計のおばけ カッチンコ
声 - 渡辺久美子
イチゴのおばけ スローリー
声 - 篠原恵美
動きも喋りも名前どおりスローなので、最初はみんなとテンポが合わなかったが、おばけ研究科の「ユックリナール」を浴びた影響で、逆に速くなってしまった。キャンディを「先生」と呼んでいる。
リモコンのおばけ シャトルン
声 - 江沢昌子
ラッパのおばけ パッパラパ
声 - 大谷育江
たわしのおばけ タワシン
声 - 坂本千夏
ダイヤモンドのおばけ キラキラン
声 - 横山智佐
なんでもダイヤモンドに変えることができるが、日没とともに元に戻る。
笑い茸のおばけ ケラケラ
声 - 松岡洋子
リボンのおばけ リボンヌ
声 - 安永沙都子
ジグソーパズルのおばけ パズルン
声 - 木藤聡子
体がパズルになっており、組み方を変えると性格が変わる。
塩のおばけ ソルトン
声 - 丸山裕子
塩でできているおばけ。なんでも塩に変えることができる。甘いものは苦手。
ピーマンのおばけ ピートリン
声 - 安藤ありさ
ピートンの許嫁としてやって来たが、実はピートンではなくピードンの許嫁であった。家事は下手。
風邪のおばけ セキコンコン
声 - 白石文子
ホテルにいたおばけ ゴーストン
声 - 三木眞一郎
料理人のおばけ クッキングー
声 - 安永沙都子
見た目や調理法は雑だが味はおいしい料理を作る。
スタンプのおばけ スタンプー
声 - 今林優
耳の部分が○印と×印のスタンプになっており、○印を押されるといいことが、×印を押されると悪いことが起きる。
絵の具のおばけ カラフルン
声 - 祝めぐみ
絵の具で何でもカラフルに染めることができる。白一色など地味なものは嫌い。
かかしのおばけ カカーシン
声 - 鈴木明子
古い衣装を身に纏っているので子カラスたちに毎日馬鹿にされていたが、耐え切れなくなって反撃した。
テレビのおばけ テレビン
声 - 鈴木明子
相手をテレビ番組の世界にいざなうことができる。
ピーマンのおばけ ピーママン
ヘアーセットのおばけ ブラッシー
声 - 南央美
鏡のおばけ ミラクルン
声 - 田野恵
ガマグチのおばけ ガバチョ
声 - 西原啓太
なんでもお金で解決する。しばらくするとお金は葉っぱに変わる。
探偵のおばけ コロンボン
声 - 中村ひろみ
タオルのおばけ タオリン
声 - 岡部美和
トレッパーに惚れられた。
ナスのおばけ
ホーリーのことをよくからかう。

### 登場キャラクター（おばけ以外）
歯医者
声 - 糸博
おばけが苦手で、ホーリーの虫歯を治療できなかった。
キヨシ
声 - 中野聖子
人間界での生活が嫌になり、ホーリーに弟子入りしようとした。
インチキおぢさん
声 - 辻谷耕史
インチキなものを売って金儲けしている。
ニャンタロウ
声 - 梅津秀行
ニャンギラスの生き別れの兄で、旅をしている。香織は彼を気に入り、ニャンギラスを捨てて代わりに飼おうとしたことがある。ホーリーたちの作戦によりニャンギラスと決闘するが、首から下げていたペンダントの写真によりお互いが兄弟であったことが判明する。猫のような言葉を話し、兄弟間の会話では字幕が表示される。
バラキュラ
声 - 中村秀利
カカオくん
科学者が作ったロボット。チョコレートを動力として動くが、自らチョコレートを探し求めるようになり、ホーリーを食べようとした。このカカオくんが原因で科学者は全国放送においてお尻を晒す羽目になってしまった。
ユメミ
声 - 篠原恵美
香織のクラスメートで、夢占いにハマっている。
吉田A児
声 - 金丸淳一
歌手。マジョリーヌは彼の大ファンで、バックダンサーのオーディションに応募したが落選した。最終的にオーディション会場に潜入していたホーリー達を気に入り、バックダンサーに雇った。
ガリ勉
声 - 稀代桜子
テスト前日に徹夜で勉強していた学生。ホーリー達によって眠らされる。
ヘンナモノスキー
声 - 神山卓三
マジョリーヌの親戚で、変なものばかり集めているおじさん。最初はホーリーのことを気に入ってコレクションにしようとしたが、最終的にはカンフーにゃんにゃん（ニャンギラス）のことが気に入り、追いかけた。
イジワルーヌ
声 - 京田尚子
カルレオーレ
声 - 中村秀利
マジョベティ
声 - 平松晶子
マジョビアンカ
声 - 向井真理子
シツケルダー
声 - 梁田清之
王様
声 - 辻村真人
マリアカラス
声 - 鵜飼るみ子
カカラスの妹。
子カラス
マリアカラスの子供で七つ子。いたずら好きで、早朝からホーリーの家に押しかけたり、ピートンやカカーシンを馬鹿にしたりしていた。カカラスのことを「力力ラスおぢさん」と呼んでいる。末っ子のシカラスは当初飛ぶのが苦手であったが、ニャンギラスから逃げる際に上手に飛べるようになった。
ダジャレア
声 - 千葉繁
ダジャレばかり喋る花。自分のダジャレで笑った相手の頭に飛び移る。
スティンキー
声 - 深雪さなえ
マジョリーヌのステッキの先端についている人形。100年に一度だけ自由に動くことができるが、代償としてその日はマジョリーヌが人形になる。
カウン太
声 - 田野恵
ロザンナ
声 - 浅井淑子
スパルタン
声 - 加藤精三
ベビル
声 - 渕崎ゆり子
マジョガレッタ
声 - 弘中くみ子
サンタ
声 - 水鳥鉄夫
マジョデブリン
声 - 小宮和枝
メロナップル
声 - 中村秀利
女の子
声 - かないみか
父親の転勤で各地を転々としている女の子。友達ができずに一人で遊んでいたが、ホーリーと仲良くなる。名前は明かされていない。
魔法の木馬 プライリー
声 - 白石文子
イジワルイザ
声 - 深雪さなえ
キングワン
声 - 原田一夫
海賊三兄弟の長男でマジョリーヌのライバル。彼のパワーの源になる3つの玉を捜している。海賊であるが泳げない。
キングツー
声 - 桜井敏治
海賊三兄弟の次男でマジョリーヌのライバル。太っていて食いしん坊。
キングスリー
声 - 白石文子
海賊三兄弟の三男でマジョリーヌのライバル。小柄であり頑張り屋。
ボヨヨン
声 - 梁田清之
ヤブコフ
声 - 野本礼三
ミンミン
声 - 熊谷ニーナ
タマゲタシャックリ
声 - 辻村真人
マジョリーヌそっくりの王女様
声 - 吉田理保子
顔も声もマジョリーヌと瓜二つの王女様。最初はホーリーたちからマジョリーヌと勘違いされていた。家来（声 - 梅津秀行、原田一夫）に追われていた。

### 実写コーナーのみに登場
解説の関くん
演 - 関俊彦
番組の合間に登場する解説者兼進行役。実写コーナーにのみ登場している（一部の日替わりを除いて毎日出演）。自己紹介にて「やぁ!みんな元気かな?」と挨拶をしている。服装は週ごとによって変わる事がある。

## スタッフ
- 原作 - わたなべめぐみ 「よわむしおばけ」
- 音楽 - エジソン
- シリーズ構成 - 中村修
- キャラクターデザイン - 原ゆたか、今沢恵子
- 美術監督 - 坂本信人
- 音響監督 - 山田悦司
- 監督 - 岡崎稔
- 背景 - ビック・スタジオ
- 編集 - タバック
- 効果 - 糸川幸良
- アニメーション制作 - スタジオ・ジュニオ
- 制作・著作 - NHK
- 共同制作 - NHKエンタープライズ、NHKサービスセンター

## 主題歌
オープニングテーマ
「約束するよ」
作詞 - 相原勇 / 作曲・編曲 - Back Skippers / 歌 - 相原勇
「あ・そ・ぼ・ぜ」
作詞 - 谷穂ちろる / 作曲・編曲 - Back Skippers / 歌 - 相原勇
スペシャル番組において使用。

エンディングテーマ
「おばけは大さわぎ」
作詞 - 中村修 / 作曲・編曲 - 越部信義
通常番組では兼子由利子・滝口順平・中尾隆聖・小林優子のいずれか1人が、スペシャル番組では「バケバケ合唱団」として4人で歌う。

挿入歌
「おばけのホーリー」
作詞 - 谷穂ちろる / 作曲・編曲 - Edison / 歌 - 兼子由利子
「レディーですもの」
作詞 - 谷穂ちろる / 作曲・編曲 - Edison / 歌 - 小林優子
「ウワサのトレッパー」
作詞 - 谷穂ちろる / 作曲・編曲 - Edison / 歌 - 中尾隆聖
「おばけにゃんかこわくない」
作詞 - 谷穂ちろる / 作曲・編曲 - Edison / 歌 - 江原正士
「オレにまかせとけ!!」
作詞 - 谷穂ちろる / 作曲・編曲 - Edison / 歌 - 滝口順平

## 各話リスト
| 話数 | サブタイトル                     | 脚本           | 絵コンテ         | 演出         | 作画監督     | 放送日         |
| ---- | -------------------------------- | -------------- | ---------------- | ------------ | ------------ | -------------- |
| 1    | ぼくがおばけのホーリーだ         | 中村修         | 岡崎稔           | 岡崎稔       | 今沢恵子     | 1991年 1月28日 |
| 2    | ホーリーがんばる！               | 中村修         | 萬束隆弘         | 古川政美     | 今沢恵子     | 1月29日        |
| 3    | 出たぞ！こわいぞ！ニャンギラス   | 中村修         | 城昌己           | 佐々木よし子 | 今沢恵子     | 1月30日        |
| 4    | ヨワムシナオールをのみなさい     | 橋本裕志       | 川田武範         | 川田武範     | 今沢恵子     | 1月31日        |
| 5    | ドロボーさんのお手伝い？         | 中村修         | 上田芳裕         | 山口武志     | 今沢恵子     | 2月1日         |
| 6    | おばけはつらいよ                 | ひのくまりこう | 萬束隆弘         | 古川政美     | 今沢恵子     | 2月5日         |
| 7    | ホーリーとわんぱくふたご         | 杉原めぐみ     | 角浩二           | 神原敏昭     | 今沢恵子     | 2月6日         |
| 8    | くしゃみが出たホーリー           | 山崎忠昭       | 角浩二           | 古川政美     | 今沢恵子     | 2月7日         |
| 9    | 飛びたいおばけ                   | 杉原めぐみ     | 山吉康夫         | 山吉康夫     | 今沢恵子     | 2月8日         |
| 10   | びっくり販売機                   | ひのくまりこう | 上田芳裕         | 野館誠一     | 今沢恵子     | 2月12日        |
| 11   | チョコレートこわ〜い             | 池田眞美子     | 木宮茂           | 古川政美     | 今沢恵子     | 2月13日        |
| 12   | ニャンギラスをやっつけろ         | ひのくまりこう | 山吉康夫         | 藤谷和宏     | 今沢恵子     | 2月15日        |
| 13   | マジョリーヌさまのヒミツ         | 中村修         | 角浩二           | 古川政美     | 香西隆男     | 2月18日        |
| 14   | ホーリーのきもだめし             | ひのくまりこう | 野田作樹         | 古川政美     | -            | 2月19日        |
| 15   | おかしな旅行カバン               | ひのくまりこう | 山口武志         | 山口武志     | 宮田奈保美   | 2月20日        |
| 16   | モップス先生はおばけの名人？     | 杉原めぐみ     | 川田武範         | 川田武範     | 高橋英吉     | 2月21日        |
| 17   | ホーリーの誕生日                 | 岸間信明       | 井沢晴美         | 藤谷和宏     | 今沢恵子     | 2月22日        |
| 18   | おばけのスカウト                 | 橋本裕志       | 斉藤有二         | 古川政美     | 清水保行     | 2月25日        |
| 19   | おばけいないいない博士           | 橋本裕志       | 神原敏昭         | 神原敏昭     | 神原敏昭     | 2月27日        |
| 20   | ホーリー遊園地へ行く             | 池野みのり     | 井沢晴美         | 古川政美     | 今沢恵子     | 2月28日        |
| 21   | ニャンギラスの強さの秘密         | 池野みのり     | 木村哲           | 佐々木よし子 | 佐々木よし子 | 3月1日         |
| 22   | 正しいおばけへの道               | 橋本裕志       | あきふかし       | 古川政美     | 今沢恵子     | 3月4日         |
| 23   | おばけバザーは大さわぎ           | 杉原めぐみ     | 井沢晴美         | 古川政美     | 今沢恵子     | 3月5日         |
| 24   | マッチョマンになりたい           | 中村修         | やべあきのり     | やべあきのり | 高橋英吉     | 3月6日         |
| 25   | ホーリーとふしぎな帽子           | 中村修         | 平林俊男         | 古川政美     | -            | 3月7日         |
| 26   | マジョリーヌのたからもの         | ひのくまりこう | 相田よしひろ     | 神戸守       | 今沢恵子     | 3月8日         |
| 27   | トレッパー大ピンチ！             | 中村修         | 角浩二           | 古川政美     | 清水保行     | 3月25日        |
| 28   | ニャンギラスの恋                 | 池田眞美子     | 神戸守           | 神戸守       | 宇田忠順     | 3月27日        |
| 29   | びっくりケーキ                   | 杉原めぐみ     | 井沢晴美         | 藤谷和宏     | 今沢恵子     | 4月1日         |
| 30   | ホーリーとおばけ研究家           | ひのくまりこう | 平林俊男         | 古川政美     | -            | 4月2日         |
| 31   | ホーリーのお弟子さん？           | 池野みのり     | 相田よしひろ     | 鈴木康彦     | 今沢恵子     | 4月4日         |
| 32   | インチキおじさんをやっつけろ     | 山城桜子       | 川田武範         | 井硲清高     | 高橋英吉     | 4月5日         |
| 33   | ホーリーを取りもどせ             | 松浦秀彰       | 三條なみみ       | 難波日登志   | 山本直子     | 4月9日         |
| 34   | 旅姿ニャンタロウ                 | 池野みのり     | 岡本達也         | 野館誠一     | 野館誠一     | 4月10日        |
| 35   | ホーリーのヘンテコ野球           | 池田眞美子     | 金子伸吾         | 古川政美     | 生田目康裕   | 4月11日        |
| 36   | ホーリーはチョコレートボンボン   | 杉森美也子     | 神原敏昭         | 神原敏昭     | 神原敏昭     | 4月12日        |
| 37   | 追いかけられたマジョリーヌさま   | 山城桜子       | 池端隆史         | 古川政美     | 清水保行     | 4月15日        |
| 38   | ホーリーがまっ白け？             | 池田眞美子     | 相田よしひろ     | 古川政美     | 今沢恵子     | 4月16日        |
| 39   | ホーリーと元気おばあさん         | 中村修         | 藤みねお         | 古川政美     | 清水保行     | 4月17日        |
| 40   | また出たぞ！おばけ研究家         | 金巻兼一       | 浅田裕二         | 浅田裕二     | 高橋英吉     | 4月18日        |
| 41   | 香織のゴーストハンターズ         | 池田眞美子     | 松井仁之         | 古川政美     | 東洋子       | 4月19日        |
| 42   | 大変！ミニカーがこわれた         | 杉森美也子     | 佐々木よし子     | 佐々木よし子 | 佐々木よし子 | 4月23日        |
| 43   | 占いは大当り!?                   | 中村修         | 日色如夏         | 日色如夏     | 宮田奈保美   | 4月24日        |
| 44   | カーメン王のヒミツ               | 金巻兼一       | 角浩二           | 古川政美     | 今沢恵子     | 4月25日        |
| 45   | ホーリーはお坊ちゃま             | ひのくまりこう | 倉井さとし       | 古川政美     | 東洋子       | 4月26日        |
| 46   | しゃっくりが止まらない           | ひのくまりこう | やべあきのり     | やべあきのり | 高橋英吉     | 4月30日        |
| 47   | ロボットはチョコがお好き         | 松浦秀彰       | 井沢晴美         | 藤谷和宏     | 古田詔治     | 5月1日         |
| 48   | 夢占いでバケバケバー             | 山城桜子       | 阿宮正和         | 古川政美     | 生田目康裕   | 5月2日         |
| 49   | 首かざりを取りかえせ！           | ひのくまりこう | 藤原万秀         | 古川政美     | 今沢恵子     | 5月3日         |
| 50   | 宇宙飛行士ホーリー               | ひのくまりこう | 高木敏夫         | 野館誠一     | 野館誠一     | 5月6日         |
| 51   | ホーリーがふたり？               | 山城桜子       | 藤原万秀         | 古川政美     | 今沢恵子     | 5月7日         |
| 52   | トマトマトはさかさまコロン       | 中村修         | 神原敏昭         | 神原敏昭     | 神原敏昭     | 5月8日         |
| 53   | 郵便で〜す！マジョリーヌさま     | 杉原めぐみ     | 三條なみみ       | 難波日登志   | 宮田奈保美   | 5月9日         |
| 54   | あばれんぼうのケットルン         | 中村修         | 池端隆史         | 古川政美     | 今沢恵子     | 5月10日        |
| 55   | マジョババさまがやってきた       | 中村修         | 浅田裕二         | 井硲清高     | 高橋英吉     | 5月27日        |
| 56   | かげはけがのもと                 | 杉原めぐみ     | 北原健雄         | 北原健雄     | 北原健雄     | 5月28日        |
| 57   | 化けられないホーリー             | 池田眞美子     | 浅田裕二         | 古川政美     | 清水保行     | 5月29日        |
| 58   | ニャンギラスの目にも涙           | 松浦秀彰       | やべあきのり     | 古川政美     | 東洋子       | 5月30日        |
| 59   | らく書きおばけカクゾー           | 池田眞美子     | 佐々木よし子     | 野館誠一     | 野館誠一     | 5月31日        |
| 60   | いたずらおばけプッチー           | 池野みのり     | 日色如夏         | 日色如夏     | 宮田奈保美   | 6月4日         |
| 61   | フクレールで空の散歩？           | 金巻兼一       | 井沢晴美         | 藤谷和宏     | 古田詔治     | 6月5日         |
| 62   | ピッカリンはUFO？                | 中村修         | 藤原万秀         | 藤原万秀     | 今沢恵子     | 6月6日         |
| 63   | マジョリーヌの魔法のタクト       | 松浦秀彰       | 三本たかし       | 岡崎稔       | 井尻博之     | 6月7日         |
| 64   | カタマールで大さわぎ             | 金巻兼一       | 浅田裕二         | 岡崎稔       | 東洋子       | 6月10日        |
| 65   | マジョリーヌさまのオーディション | 池野みのり     | 山吉康夫         | 山吉康夫     | 高橋英吉     | 6月11日        |
| 66   | おばけは特ダネ                   | かとうみのる   | 阿宮正和         | 野館誠一     | 野館誠一     | 6月12日        |
| 67   | もうごめん！チビデカ光線         | 山城桜子       | 浅田裕二         | 古川政美     | 清水保行     | 6月13日        |
| 68   | ホーリーのおばけラジオ           | 並木敏         | 川田武範         | 岡崎稔       | 東洋子       | 6月14日        |
| 69   | ホーリーのおばけ退治             | 芝田幸男       | 浅田裕二         | 古川政美     | 今沢恵子     | 6月17日        |
| 70   | バケバケバーで100点満点          | 松浦秀彰       | 神原敏昭         | 神原敏昭     | 神原敏昭     | 6月18日        |
| 71   | ニャンギラスの猫コンテスト       | 中村修         | やべあきのり     | 岡崎稔       | 東洋子       | 6月19日        |
| 72   | マイクロンをつかまえろ！         | 山田光洋       | 浅田裕二         | 北原健雄     | 北原健雄     | 6月20日        |
| 73   | カエルになったピートン           | ひのくまりこう | 山吉康夫         | 古川政美     | 今沢恵子     | 6月21日        |
| 74   | お家をとられたホーリー           | 池野みのり     | 井沢晴美         | 古川政美     | 生田目康裕   | 6月24日        |
| 75   | びっくり！ハラヒレホレ薬         | 池野みのり     | 古川政美         | 古川政美     | 生田目康裕   | 6月25日        |
| 76   | ぼくらを旅行につれてって！       | 山城桜子       | 山吉康夫         | 山吉康夫     | 高橋英吉     | 6月26日        |
| 77   | ぼくにシッポがはえちゃった       | 夏谷隆治       | 藤原万秀         | 岡崎稔       | 東洋子       | 6月27日        |
| 78   | おばけはおばけが怖い？           | 山田光洋       | 浅田裕二         | 古川政美     | 今沢恵子     | 6月28日        |
| 79   | 泣き虫おばけのパパン             | 並木敏         | 井沢晴美         | 藤谷和宏     | 古田詔治     | 7月1日         |
| 80   | ホーリーの魚釣り大会             | 並木敏         | 藤原万秀         | 岡崎稔       | 東洋子       | 7月2日         |
| 81   | ぼくは映画スターだ               | 杉森美也子     | 佐々木よし子     | 佐々木よし子 | 佐々木よし子 | 7月3日         |
| 82   | キャンディのライバル？           | 池田眞美子     | 浅田裕二         | 古川政美     | 清水保行     | 7月4日         |
| 83   | テレビでばけばけバア！           | 近藤恭子       | 池端隆史         | 神戸守       | 井尻博之     | 7月5日         |
| 84   | おさわがせ魔女ロージー           | 金巻兼一       | 浅田裕二         | 井硲清高     | 高橋英吉     | 7月22日        |
| 85   | 行かないで！おまわりさん         | 池野みのり     | 井沢晴美         | 古川政美     | 東洋子       | 7月23日        |
| 86   | ヘンナモノスキーおじさん         | 金巻兼一       | 野館誠一         | 野館誠一     | 野館誠一     | 7月24日        |
| 87   | ホーリーといじわる魔女           | 杉森美也子     | 川田武範         | 佐山聖子     | 清水保行     | 7月25日        |
| 88   | ホーリーと赤いくつ               | 山田光洋       | やべあきのり     | 古川政美     | 今沢恵子     | 7月26日        |
| 89   | 忍者おばけは修行中               | 山田光洋       | 山吉康夫         | 神戸守       | 生田目康裕   | 7月29日        |
| 90   | バスバス止ーまれ！               | 杉原めぐみ     | 高木真司         | 岡崎稔       | 生田目康裕   | 7月30日        |
| 91   | 出た！恐怖のアイスくん           | おおいとしのぶ | 藤原万秀         | 岡崎稔       | 東洋子       | 7月31日        |
| 92   | 眠れる森のマジョリーヌ           | 中村修         | 神原敏昭         | 神原敏昭     | 神原敏昭     | 8月1日         |
| 93   | 包帯おばけのグルグルン           | 中村修         | 北原健雄         | 北原健雄     | 北原健雄     | 8月2日         |
| 94   | ショコラじいさん最後の魔法       | 中村修         | 山吉康夫         | 岡崎稔       | 井尻博之     | 8月27日        |
| 95   | 新発明ヨイコニナール             | 池田眞美子     | 藤原万秀         | 藤原万秀     | 藤原万秀     | 8月29日        |
| 96   | ピートンのシンデレラ物語         | 中村修         | 古川政美         | 古川政美     | 今沢恵子     | 8月30日        |
| 97   | ウリウリの不思議なウチワ         | 中村修         | 浅田裕二         | 神戸守       | 堀内修       | 9月2日         |
| 98   | おばけもトレーニング             | 大野木寛       | やべあきのり     | 井硲清高     | 高橋英吉     | 9月5日         |
| 99   | キャー！カルレオーレさま         | 西園悟         | 三本たかし       | 佐山聖子     | 今沢恵子     | 9月27日        |
| 100  | 台風おばけフクゾー               | 池田眞美子     | 鈴木卓夫         | 鈴木卓夫     | 井尻博之     | 9月30日        |
| 101  | 奥様は魔女？                     | 池野みのり     | 神戸守           | 原完治       | 東洋子       | 10月1日        |
| 102  | ヒゲがはえたおばけたち           | 芝田幸男       | 浅田裕二         | 井硲清高     | 高橋英吉     | 10月2日        |
| 103  | ネクラおばけを笑わせろ！         | 中村修         | 井沢晴美         | 藤谷和宏     | 古田詔治     | 10月3日        |
| 104  | ものまね小僧ベルベル             | 池田眞美子     | 佐々木よし子     | 佐々木よし子 | 佐々木よし子 | 10月4日        |
| 105  | スチャラカおばけだマットンだ！   | 中村修         | おおやまさぶいち | 古川政美     | 清水保行     | 10月7日        |
| 106  | ホーリーの魔法のシュート         | 並木敏         | 島崎奈々子       | 高木敏夫     | 高木敏夫     | 10月8日        |
| 107  | ロージーはおじょうさま？         | 金巻兼一       | 浅田裕二         | 古川政美     | 清水保行     | 10月9日        |
| 108  | おばけ失格？ステレオン           | 杉森美也子     | 倉井さとし       | 岡崎稔       | 今沢恵子     | 10月11日       |
| 109  | アイロンおばけはペッタンコ！     | 山田光洋       | 井沢晴美         | 原完治       | 東洋子       | 10月14日       |
| 110  | グーチョキパーがやってきた       | ひのくまりこう | 浅田裕二         | 原完治       | 東洋子       | 10月15日       |
| 111  | カカラスはおどかし上手？         | 金巻兼一       | 浅田裕二         | 原完治       | 東洋子       | 10月16日       |
| 112  | おまもりを取り返せ！             | 池野みのり     | 三本たかし       | 岡崎稔       | 生田目康裕   | 10月17日       |
| 113  | みにくいカラスの子               | 金巻兼一       | 野館誠一         | 野館誠一     | 野館誠一     | 10月18日       |
| 114  | バブルン君はジェントルマン       | 中村修         | 井沢晴美         | 藤谷和宏     | 古田詔治     | 10月21日       |
| 115  | ロージー対おばけ研究家           | 金巻兼一       | 神戸守           | 原完治       | 原完治       | 10月22日       |
| 116  | ホーリーと王様                   | 池野みのり     | やべあきのり     | 岡崎稔       | 清水保行     | 10月23日       |
| 117  | カカラスの七つの子               | 中村修         | 神戸守           | 古川政美     | 今沢恵子     | 10月24日       |
| 118  | 積木おばけのブロックン           | 中村修         | 高木真司         | 原完治       | 東洋子       | 10月25日       |
| 119  | ホーリーはカメレオン？           | 松浦秀彰       | 山吉康夫         | 井硲清高     | 高橋英吉     | 10月28日       |
| 120  | 年に一度のお祭りだ               | 並木敏         | 神原敏昭         | 神原敏昭     | 神原敏昭     | 10月29日       |
| 121  | 帰ってきたニャンタロウ           | 池野みのり     | 北原健雄         | 北原健雄     | 北原健雄     | 10月30日       |
| 122  | カッチンコはいらいらセッカチ     | 山田光洋       | 浅田裕二         | 岡崎稔       | 大道博政     | 10月31日       |
| 123  | 大きくなったホーリー             | 静谷伊佐夫     | 浅田裕二         | 岡崎稔       | 今沢恵子     | 11月1日        |
| 124  | 動物園でシールニナール           | 金巻兼一       | 佐々木よし子     | 佐々木よし子 | 佐々木よし子 | 11月6日        |
| 125  | ダジャレアってだれじゃ？         | 金巻兼一       | 神戸守           | 神戸守       | 古市一郎     | 11月7日        |
| 126  | マジョババさまの探し物           | 中村修         | 浅田裕二         | 井硲清高     | 高橋英吉     | 11月8日        |
| 127  | テンポアップだスローリー         | 中村修         | 川田武範         | 神戸守       | 井尻博之     | 11月25日       |
| 128  | リモコンおばけのシャトルン       | 山田光洋       | 浅田裕二         | 原完治       | 東洋子       | 11月26日       |
| 129  | ラッパのおばけのパッパラパ       | 並木敏         | 井沢晴美         | 原完治       | 東洋子       | 11月27日       |
| 130  | スティンキーが飛び出した         | 杉森美也子     | 井沢晴美         | 藤谷和宏     | 古田詔治     | 11月28日       |
| 131  | いたずらカラスの巣立ちの日       | 中村修         | 神戸守           | 神戸守       | 今沢恵子     | 11月29日       |
| 132  | 落ちこんだピートン               | 並木敏         | 藤原万秀         | 原完治       | 原完治       | 12月2日        |
| 133  | ショコラハウスのオバケ騒動       | ひのくまりこう | 山吉康夫         | 古川政美     | 今沢恵子     | 12月3日        |
| 134  | マジョリーヌさまは不眠症         | 池田眞美子     | 鈴木卓夫         | 鈴木卓夫     | 西山里枝     | 12月4日        |
| 135  | ホーリーのいちばん長い日         | 杉森美也子     | 野館誠一         | 野館誠一     | 野館誠一     | 12月9日        |
| 136  | 数字大好き！カウン太君           | 近藤恭子       | 古川政美         | 古川政美     | 生田目康裕   | 12月10日       |
| 137  | 思い出のドロボーさん             | 池野みのり     | 浅田裕二         | 矢崎しげる   | 清水保行     | 12月11日       |
| 138  | タワシンはきれい好き             | 中村修         | やべあきのり     | 井硲清高     | 高橋英吉     | 12月12日       |
| 139  | ロザンナおばさんを追い出せ       | 池田眞美子     | 高瀬節夫         | 原完治       | 東洋子       | 12月13日       |
| 140  | ダイヤモンドはキラキラン         | 山田光洋       | 神戸守           | 神戸守       | 小丸敏之     | 12月16日       |
| 141  | ホーリーは孫悟空？               | 中村修         | 浅田裕二         | 佐山聖子     | 今沢恵子     | 12月17日       |
| 142  | 笑い出したら止まらない           | 池田眞美子     | 浅田裕二         | 古川政美     | 今沢恵子     | 12月18日       |
| 143  | しゃべらないキャンディ           | 池野みのり     | 古川政美         | 古川政美     | 今沢恵子     | 12月19日       |
| 144  | 消えるマントが消えちゃった？     | 寺島想         | 相田よしひろ     | 原完治       | 東洋子       | 12月20日       |
| 145  | 恐いぞ！スパルタン先生           | ひのくまりこう | やべあきのり     | 井硲清高     | 高橋英吉     | 12月23日       |
| 146  | カカラスをやっつけろ！           | 大野木寛       | 鈴木卓夫         | 鈴木卓夫     | 清水保行     | 12月24日       |
| 147  | ベビルは魔法使いベイビー         | 杉森美也子     | 野館誠一         | 野館誠一     | 野館誠一     | 12月25日       |
| 148  | 初めてのクリスマス               | 寺島想         | 浅田裕二         | 神戸守       | 井尻博之     | 12月26日       |
| 149  | リボンヌのニコニコリボン         | 寺島想         | 井沢晴美         | 藤谷和宏     | 古田詔治     | 1992年 1月6日  |
| 150  | ジグソーおばけのパズルン         | 山田光洋       | 浅田裕二         | 原完治       | 東洋子       | 1月7日         |
| 151  | ホーリーのカンフー入門           | 池野みのり     | 神戸守           | 神戸守       | 今沢恵子     | 1月8日         |
| 152  | マジョデブリンはくいしん坊       | 寺島想         | 鈴木卓夫         | 鈴木卓夫     | 荒牧園美     | 1月10日        |
| 153  | 甘くてこわ〜いメロナップル       | 金巻兼一       | 神原敏昭         | 神原敏昭     | 神原敏昭     | 1月27日        |
| 154  | しょっぱいおばけソルトン         | 金巻兼一       | 萬束隆弘         | 原完治       | 原完治       | 1月28日        |
| 155  | 若返ったマジョリーヌさま         | 山田光洋       | 北原健雄         | 岡崎稔       | 井尻博之     | 1月29日        |
| 156  | ピートンのお嫁さん?!             | 寺島想         | 古川政美         | 古川政美     | 今沢恵子     | 1月30日        |
| 157  | ホーリーはニャンギラス？         | 杉森美也子     | 浅田裕二         | 佐山聖子     | 生田目康裕   | 1月31日        |
| 158  | 魔女になったキャンディ           | 山田光洋       | やべあきのり     | 井硲清高     | 高橋英吉     | 2月3日         |
| 159  | セキコンコンにご用心             | 寺島想         | 渡辺正彦         | 原完治       | 原完治       | 2月5日         |
| 160  | おばけホテルへようこそ           | 静谷伊佐夫     | 佐山聖子         | 佐山聖子     | 今沢恵子     | 2月6日         |
| 161  | ホーリーの大事な約束             | ひのくまりこう | 井沢晴美         | 藤谷和宏     | 古田詔治     | 2月7日         |
| 162  | クッキングーはお料理上手         | 中村修         | 角浩二           | 原完治       | 東洋子       | 2月24日        |
| 163  | 木馬のプレゼント                 | 寺島想         | 浅田裕二         | 古川政美     | 生田目康裕   | 2月25日        |
| 164  | トレッパーがとんでった           | 寺島想         | 神原敏昭         | 神原敏昭     | 神原敏昭     | 2月26日        |
| 165  | 小さな魔女のイジワルイザ         | 中村修         | 芹川有吾         | 佐山聖子     | 小丸敏之     | 2月27日        |
| 166  | ショコラハウスは大はんじょう     | 寺島想         | 井硲清高         | 井硲清高     | 高橋英吉     | 2月28日        |
| 167  | 復活！海賊三兄弟                 | 中村修         | 神戸守           | 神戸守       | 今沢恵子     | 3月2日         |
| 168  | 三つの玉を探せ！                 | 中村修         | 浅田裕二         | 神戸守       | 今沢恵子     | 3月3日         |
| 169  | 腹ペコ海賊をやっつけろ！         | 中村修         | 平林俊男         | 佐山聖子     | 今沢恵子     | 3月4日         |
| 170  | ウリウリがやってきた             | 中村修         | 角浩二           | 古川政美     | 今沢恵子     | 3月5日         |
| 171  | ホーリーはよわむしおばけ？       | 中村修         | 古川政美         | 古川政美     | 今沢恵子     | 3月6日         |
| 172  | ○×ぺったん！スタンプー           | ひのくまりこう | 浅田裕二         | 原完治       | 東洋子       | 3月23日        |
| 173  | ニャンギラスがしゃべった         | 大野木寛       | 芹川有吾         | 岡崎稔       | 今沢恵子     | 3月24日        |
| 174  | 伝説の勇者ホーリー               | 西園悟         | 神戸守           | 神戸守       | 生田目康裕   | 3月25日        |
| 175  | カラフルンで街はカラフル？       | 寺島想         | 矢崎しげる       | 矢崎しげる   | 今沢恵子     | 3月26日        |
| 176  | さらばニャンタロウ               | 池野みのり     | 木村健太郎       | 矢崎しげる   | 清水保行     | 4月2日         |
| 177  | タイムマシンで大騒ぎ             | 池田眞美子     | 浅田裕二         | 佐山聖子     | 今沢恵子     | 4月3日         |
| 178  | カカーシンのかたきうち           | 寺島想         | 神戸守           | 神戸守       | 生田目康裕   | 4月3日         |
| 179  | テレビの世界でてんてこまい       | ひのくまりこう | 井沢晴美         | 原完治       | 生田目康裕   | 4月3日         |
| 180  | ピートンのママがやってきた       | 山田光洋       | 井沢晴美         | 藤谷和宏     | 古田詔治     | 5月5日         |
| 181  | 強敵ピカコップ現わる             | 静谷伊佐夫     | 浅田裕二         | 原完治       | 東洋子       | 5月5日         |
| 182  | 新発明！ワスレール!?             | 松浦秀彰       | 鈴木卓夫         | 鈴木卓夫     | 生田目康裕   | 5月5日         |
| 183  | ロージー対ボヨヨン               | 西園悟         | 古川政美         | 佐山聖子     | 荒牧園美     | 5月5日         |
| 184  | ヤブコフ先生は名医さん？         | 中村修         | やべあきのり     | 井硲清高     | 高橋英吉     | 11月3日        |
| 185  | オシャレはおまかせブラッシー     | 杉森美也子     | 鈴木卓夫         | 鈴木卓夫     | 生田目康裕   | 11月3日        |
| 186  | 魔法の猫のミンミン               | 山田光洋       | 神原敏昭         | 神原敏昭     | 神原敏昭     | 11月3日        |
| 187  | ヘタをとられたピートン           | 並木敏         | 井硲清高         | 井硲清高     | 高橋英吉     | 11月3日        |
| 188  | 香織の白雪姫騒動！               | 中村修         | 神戸守           | 神戸守       | 清水保行     | 12月31日       |
| 189  | 鏡でおどかせミラクルン           | 杉森美也子     | 井沢晴美         | 神戸守       | 今沢恵子     | 12月31日       |
| 190  | 空とぶサーフィン                 | 寺島想         | 井硲清高         | 井硲清高     | 高橋英吉     | 12月31日       |
| 191  | マジョリーヌさまは優等生？       | 杉森美也子     | 古川政美         | 古川政美     | 今沢恵子     | 12月31日       |
| 192  | ガマグチおばけのガバチョ         | 池田眞美子     | 野館誠一         | 野館誠一     | 野館誠一     | 12月31日       |
| 193  | かわいいベイビー                 | 池野みのり     | 井沢晴美         | 藤谷和宏     | 古田詔治     | 12月31日       |
| 194  | 対決!?科学者とおばけ研究家       | ひのくまりこう | 浅田裕二         | 原完治       | 原完治       | 12月31日       |
| 195  | コロンボンは名探偵？             | 寺島想         | 神戸守           | 神戸守       | 生田目康裕   | 12月31日       |
| 196  | トレッパーの恋                   | 山田光洋       | 渡辺正彦         | 佐山聖子     | 荒牧園美     | 1993年 4月6日  |
| 197  | 王女さまはマジョリーヌ？         | 山田光洋       | 浅田裕二         | 古川政美     | 生田目康裕   | 4月7日         |
| 198  | トシトールで年とる？             | 池田眞美子     | 渡辺正彦         | 早川光相     | 今沢恵子     | 4月8日         |
| 199  | ホーリーの大変身                 | ひのくまりこう | 神戸守           | 神戸守       | 今沢恵子     | 4月9日         |
| 200  | おんなじがいっぱい？（特別編）   | 大野木寛       | 浅田裕二         | 古川政美     | 西山里枝     | 4月12日        |

## 放送形態に関する補足
1991年1月28日に総合テレビで放送を開始し、1992年4月3日放送のスペシャル回（第177 - 179話）をもって本放送を終了した。しかし、期間中に特別番組等の編成でしばしば放送を休止したため、本放送終了時点で21本の未放送エピソードが残った。
その後、1992年4月6日に教育テレビで再放送を開始。その後、未放送エピソードだけで構成されたスペシャル番組を4回にわたって同局で放送した。その内訳は、1992年5月5日の第180 - 183話、11月3日の第184 - 187話、12月31日の第188 - 191話（この回のみ総合テレビ）、同12月31日の第192 - 195話である。さらに1993年4月6日 - 4月12日に通常の再放送枠で第196 - 200話を放送し、ようやく全話の放送を達成した。
また、第200話の「おんなじがいっぱい？」が特別編としても扱われている理由は少々込み入っている。前述の通り、本放送終了後の1992年4月6日からNHK教育テレビジョンの夕方枠で再放送が開始されたのだが、同じエピソードが翌日の朝（8:50 - 9:00）にもう一度放送されていた。そうなると、初日の朝にいったい何を放送するのかが問題となる。そして実際に放送されたのが「おんなじがいっぱい？」であった。このエピソードはこれが初回放送であったため、本来は第180話として扱うべきである。しかし編成の都合により放送されたものであったため、話数には含めない特別編として扱うことになった。
1997年12月31日の大みそかスペシャルを最後に地上波では放送されていない。

## 関連商品
VHS
おばけのホーリー
199?年から199?年にかけて、全5巻をリリース。
CD
おばけのホーリー